# Води
Во́ди (эст. Vodi) — деревня в волости Рыуге уезда Вырумаа, Эстония.
До реформы местных самоуправлений Эстонии 2017 года входила в состав волости Хаанья и называлась Калласте (эст. Kallaste).

## География и описание
Расположена в 8 километрах к югу от уездного центра — города Выру. Расстояние до волостного центра — посёлка Рыуге — 9 километров. Высота над уровнем моря — 223 метра.
Климат умеренный. Официальный язык — эстонский. Почтовый индекс — 65115.

## Население
По данным переписи населения 2021 года, в Води проживали 10 человек, все — эстонцы.
По данным переписи населения 2011 года, в деревне насчитывалось 14 жителей, все — эстонцы.
Численность населения деревни Води по данным переписей населения СССР и Департамента статистики Эстонии:
| Год  | 1959 | 1970 | 2000 | 2011 | 2017 | 2018 | 2019 | 2020 | 2021 |
| ---- | ---- | ---- | ---- | ---- | ---- | ---- | ---- | ---- | ---- |
| Чел. | 11   | ↘ 10 | ↗ 21 | ↘ 14 | ↘ 8  | → 8  | ↗ 10 | → 10 | → 10 |

## История
Историческое название населённого пункта — Калласте. В письменных источниках 1588 года упоминается Pap Kalasow, 1626 года — Kaloß Jury, 1630 года — Kalloßa Juri, 1638 года — Kallase Jürgen, 1684 года — Kallaße Pepp, Kallaße Petri, 1688 года — Kalssen (три хуторских семьи), 1765 года — Dorf Kallase.
В 1977–1997 годах Калласте была частью деревни Сооди.

## Происхождение топонимов
Название деревни Калласте произошло от добавочного крестьянского имени, а то, в свою очередь, от личного имени, которое использовалось ещё в 1638 году: Kallusz в деревне Нави, Kallus в деревне Эосте уезда Пылвамаа. Личное имя, вероятно, является адаптацией от имени святого Николауса.
В 2017 году Калласте была переименована в Води для того, чтобы отличать её от другой деревни Калласте, вошедшей в состав волости Рыуге после административно-территориальной реформы. В XX веке в разговорном языке основой названия Води послужила фамилия. Фамилию Wodi носили ещё внесённые в подушную перепись сыновья Мику Якоба (Miku Jakob) из деревни Хороски (Уммылка). В начатой в 1831 году Хааньяской персональной книге церкви Рыуге они указаны как жители деревни Калласте с начертанием фамилии как Woddi. Параллельно с фамилией Води (Vodi) устно использовалось также Ходи (Hodi). Обычно адаптировалась в букву в или х начальная буква чужеземного названия ф, таким образом, вполне вероятно, что за фамилией Vodi (Hodi) скрывается отчество от старинного православного русского личного имени Фотий.